# 369. strelska divizija (ZSSR)
369. strelska divizija (izvirno rusko 369. стрелковая дивизия; kratica 369. SD) je bila strelska divizija Rdeče armade v času druge svetovne vojne.

## Zgodovina
Divizija je bila ustanovljena septembra 1941 v Kurganu.